# Oubli
Pour l’article ayant un titre homophone, voir Oublie.
L’oubli (du latin oblītus, dérivé de ob- liveo, au sens de « devenir noir ») est un état caractérisé par l'apparente absence ou la disparition effective de souvenirs, une défaillance de la mémoire.

## Philosophie

### Homère
L'oubli est présent chez Homère. Il est dépeint comme un danger et une opportunité. Lorsque, dans l'Odyssée, Ulysse arrive sur l’île des Lotophages (mangeurs de lotos, le « fruit de miel »), il découvre que cette nourriture provoque l'oubli chez ceux qui la mange, et que cela permet aux aborigènes de l'île de vivre en paix. Les amis d'Ulysse qui en mangent perdent immédiatement toute envie de retourner chez eux.

### Platon et Aristote
Platon a recours, dans Phèdre, à un mythe qui traite de l'oubli. Il écrit, par la voix de Socrate, que boire de l’eau du fleuve Amélès, dans la plaine du Léthé, occasionne aux âmes, après le trépas, la perte du souvenir de tout. 
Socrate valorise la mémoire et dévalorise l'écriture. Il soutient que cette dernière « ne produira que l’oubli dans l’esprit de ceux qui apprennent, en leur faisant négliger la mémoire. En effet, ils laisseront à ces caractères étrangers le soin de leur rappeler ce qu’ils auront confié à l’écriture, et n’en garderont eux-mêmes aucun souvenir »,.
Dans l'Éthique à Nicomaque, Aristote adopte la même position que Platon. Il écrit que l'oubli, qui est originellement une faiblesse, devient un vice lorsqu'il provient d'une disposition acquise par l'habitude. Ainsi, celui qui ne fait pas l'effort de se souvenir et qui par conséquent oublie n'est pas vertueux.

### Friedrich Nietzsche
La position de Friedrich Nietzsche se situe dans le sillon de sa considération pour le passé. Résolument opposé à tout attachement excessif au passé, et incite le lecteur à oublier au nom du moment présent pleinement vécu. La connaissance de l'histoire ne doit ainsi être ressassée que dans la mesure où elle permet de mieux vivre le présent. Il écrit : « Nous voulons servir l’histoire seulement en tant qu’elle sert la vie… L’homme… s’arc-boute contre le poids toujours plus lourd du passé. Ce poids l’accable ou l’incline sur le côté, il alourdit son pas, tel un invisible et obscur fardeau... Toute action exige l’oubli, comme tout organisme a besoin, non seulement de lumière, mais encore d’obscurité… ».
Le philosophe considère à ce titre que l'oubli est un gardien de la vie. Il ne s'agit pas que d'une force d'inertie, mais « d'un pouvoir actif, une faculté d'enrayer ». Il soutient par conséquent qu'il est parfois nécessaire de « fermer de temps en temps les portes et les fenêtres de la conscience [...] pour qu'il y ait de nouveau de la place pour les choses nouvelles ».

### Paul Ricoeur
Dans La mémoire, l'histoire, l'oubli, Paul Ricœur se positionne contre l'oubli forcé auquel les sociétés s'adonnent afin de mettre de côté les moments douloureux de leur histoire. Cet oubli forcé, qui peut être induit par la propagande étatique, est un frein à la construction d'une identité.En revanche, l'oubli commandé, c'est-à-dire l'amnistie, apaise la société au prix de la trahison de la vérité.

## Psychologie

### Généralités
L'oubli est un processus progressif ou spontané qui fait que l'individu ne peut se rappeler les souvenirs qu'il avait enregistrés. Il est considéré comme bénéfique d'oublier des souvenirs. Il existe certains entraînements mnémotechniques visant à diminuer volontairement l'oubli d'information, principalement en se remémorant activement l'information.
L'oubli peut également être dû à des causes traumatiques, on parle alors d'amnésie. Une défaillance des mécanismes d'oubli peut être source d'hypermnésie, une trop grande accumulation de souvenir, qui peut être considérée comme une pathologie (maladie cependant rarissime).

### Freud
La psychopathologie de la vie quotidienne de Freud définit est une approche de la signification de  l’oubli, et de sa fonction protectrice de l’ego, qui lui est propre. Freud a écrit : « … je suis arrivé à la conclusion que cet accident, si commun et sans grande importance pratique, qui consiste dans le refus de fonctionnement d’une faculté psychique (la faculté du souvenir), admet une explication qui dépasse de beaucoup par sa portée l’importance généralement attachée au phénomène en question… à côté du simple oubli d’un nom propre, il existe des cas où l’oubli est déterminé par le refoulement. » .   

### Ebbinghaus et sa "courbe de l’oubli"
Le psychologue allemand Hermann Ebbinghaus effectue, en 1885, une expérimentation en testant sa propre capacité à retenir une liste de syllabes sans signification particulière. Il établit ainsi une « courbe de l'oubli », de forme exponentielle, selon laquelle une heure après avoir appris une liste de sons, la moitié est déjà oubliée ; par la suite le processus de perte devient plus lent, et même pendant une période relativement longue, le sujet peut encore mémoriser une partie des syllabes apprises.

### L’oubli par repère manqué, selon Endel Tulving
Postulant que les souvenirs ne sont oubliés qu’en apparence, car ils sont stockés dans notre cerveau mais souvent difficiles à remémorer, Endel Tulving a démontré que ces mêmes souvenirs peuvent être retrouvés par l’évocation de leur contexte sémantique ou circonstanciel, grâce à la mémoire épisodique, qui permet de retrouver la mémoire des faits, s’ils sont intégrés dans le contexte temporel, spatial et émotionnel où ils ont été appris. L’oubli serait ainsi le résultat de la perte des  repères liés à l’acquisition d’une information donnée .

### Interférence rétroactive
Initiés par Hermann Ebbinghaus, de nombreuses études utilisant une méthodologie similaire à la sienne ont été effectués, en faisant apprendre par des sujets une liste de syllabes aléatoires, en suivant  dans le temps l’oubli respectif, sous l’influence des diverses variables. Ces études ont permis de conclure que les informations acquises à un moment donné sont sujettes à oubli, si d’autres informations sont présentées pendant qu’un processus de consolidation n’a encore pas pu se former. On parle alors d’interférence rétroactive. L’on a démontré aussi que le repos, et en particulier le  sommeil après l’apprentissage, réduisant l’interférence rétroactive, permet de réduire l’oubli des choses apprises peu de temps avant des périodes de détente. 
L’alcool, les benzodiazépines, les antagonistes des récepteurs de la  N-méthyl-D-aspartate (NMDA) comme l’AP5 ou l'acide 2-amino-5-phosphonovalérique et le CPP (acide 2-caraboxypipérazine-4yl-propyl-1 phosphonique) affaiblissent la mémoire pendant que l’individu est sous l’influence de ces substances, mais l’améliorent en ce qui concerne les souvenirs précédant leur consommation. Les effets du sommeil et des produits  mentionnés sont dus à l’inhibition de l’activité de l’hippocampe, en désactivant les circuits de cette partie du lobe temporal, qui, activée, interfère avec la consolidation des mémoires récentes, acquises peu de temps avant le repos, ingestion d’alcool, de benzodiazépines ou les antagonistes du N-méthyle-D-aspartate.

## Physiologie
La consommation de certaines substances psychoactives peut favoriser ou lutter contre l'oubli.  
Une expérience en 2014, avec Caenorhabditis elegans comme modèle animal, a montré que chez cette espèce l'oubli est un processus neuronal actif et non passif dans le cerveau. Ce processus d'effacement est médié par une protéine dénommée « musashi (msi-1) ».

## Droit à l’oubli numérique
Des dispositions légales récentes encadrent l'usage des données personnelles notamment dans le cadre d'applications informatiques 
- Voir en France, la surveillance opérée des pratiques et la réglementation édictée par la CNIL, ou « Commission Nationale Informatique et Libertés » .
- D'autre part - et de plus en plus- des Chartes du droit à l'oubli numérique prévoient la possibilité pour une personne de demander l'effacement des données le concernant, voire la permission explicite d'un individu pour qu'une entreprise puisse traiter des données personnelles.

Le phénomène des « écoutes » et la problématique du « profilage » des personnes sont particulièrement discutés de ce point de vue pour les usages illimités dans le temps et dans l'espace que peuvent en faire des opérateurs privés, les forces de l'ordre, voire les autorités judiciaires.